# Arctonoe fragilis
Arctonoe fragilis är en ringmaskart som först beskrevs av Baird 1863.  Arctonoe fragilis ingår i släktet Arctonoe och familjen Polynoidae. Inga underarter finns listade i Catalogue of Life.